# Збруев, Александр Викторович
Алекса́ндр Ви́кторович Збру́ев (род. 31 марта 1938, Москва, СССР) — советский и российский актёр театра и кино; народный артист РСФСР (1989). Член (академик) некоммерческого партнёрства «Национальная академия кинематографических искусств и наук России».
С 1961 года — один из ведущих артистов Московского государственного театра «Ленком Марка Захарова».

## Биография

### Детство, юность (1938—1957)
Александр Збруев родился 31 марта 1938 года в Москве в русской семье. Отец — Виктор Алексеевич Збруев (1892 — 7 мая 1938), большевик с 1919 года, работал в ЧК, с 1927 — на хозработе, был начальником Главного строительного управления Народного комиссариата связи СССР, заместителем народного комиссара связи СССР. 5 ноября 1937 года Виктор Алексеевич был арестован и объявлен «врагом народа», а через шесть месяцев приговорён к высшей мере наказания в «Расстрельном доме» по улице Никольской, дом № 23, в Москве. Мать — Татьяна Александровна Фёдорова-Збруева (1904—?), имела дворянское происхождение, окончила театрально-кинематографическую школу и Кинотехникум имени Б. В. Чайковского (её однокурсником был Александр Роу), до ареста мужа Виктора работала актрисой, а в последние годы — рабочей на Кинофабрике имени Б. В. Чайковского. После ареста мужа ей позволили родить в Москве, а после вызвали на Лубянку и вручили предписание покинуть столицу. Татьяна Александровна вместе с новорождённым сыном Александром как члены семьи «врага народа» были высланы в Рыбинский исправительный лагерь, откуда вернулись в Москву только спустя шесть лет, в 1944 году. Мать устроилась работать на Московский электроламповый завод. К тому времени их квартира на Арбате стала коммунальной, где теперь им принадлежала только одна комната. Старший брат (единоутробный, от первого брака матери) — Евгений Евгеньевич Фёдоров (3 марта 1924 — 30 апреля 2020), заслуженный артист РСФСР (1976).
В средней школе Александр учился не особенно хорошо — дважды оставался на второй год, в 4-м и 8-м классах. Об этом не переживал, вспоминая, отшучивался: «Бунин был один раз второгодником, я его переплюнул». Занимался боксом, дошёл до 1-го юношеского разряда по гимнастике, был хулиганистым парнем.
В своём арбатском дворе носил прозвище «Интеллигент».

### Актёрское образование и принятие в «Ленком» (1957—1961)
В 1957 году Александр Збруев окончил среднюю школу и по совету подруги матери, Надежды Михайловны Вахтанговой, вдовы Евгения Вахтангова, поступил в Высшее театральное училище имени Б. В. Щукина в Москве (художественный руководитель курса — Владимир Абрамович Этуш).
После окончания ВТУ имени Б. В. Щукина в 1961 году был принят в труппу Московского государственного театра имени Ленинского комсомола (с 1990 года — Московский государственный театр «Ленком»), где играл в спектаклях, поставленных Анатолием Эфросом и Марком Захаровым.

### Карьера в кино (с 1962)
В кино актёр Александр Збруев дебютировал в драматическом художественном фильме режиссёра Александра Зархи «Мой младший брат», в котором создал образ своего современника Димки Денисова, младшего брата Виктора. Лента вышла на экраны страны в 1962 году и стала первым успехом для исполнителей главных ролей — самого актёра, Андрея Миронова и Олега Даля.
В 1966 году удачной для актёра стала главная роль сотрудника ОБХСС Александра Алёшина в детективной картине Герберта Раппапорта «Два билета на дневной сеанс», а упрочили успех роли Григория Ганжи в комедийном телефильме Алексея Коренева «Большая перемена» (1973) и хоккеиста Игоря Волгина в музыкальной мелодраме Андрея Михалкова-Кончаловского «Романс о влюблённых» (1974).
В 1986 году Ирина Купченко и Александр Збруев сыграли главные роли в мелодраме Вячеслава Криштофовича «Одинокая женщина желает познакомиться».
Актёр снимался у Сергея Соловьёва (в кинофильмах «Мелодии белой ночи», «Наследница по прямой», «Чёрная роза — эмблема печали, красная роза — эмблема любви»), а также у Дмитрия Астрахана (в кинокартинах «Ты у меня одна» и «Всё будет хорошо!»).
В 1991 году исполнил роль Иосифа Сталина в художественной драме «Ближний круг» режиссёра Андрея Кончаловского. В 1997 году сыграл главную роль (Владимир Берёзкин) в новогодней детективной комедии «Бедная Саша» режиссёра Тиграна Кеосаяна.
В 1995—2005 годах параллельно с актёрской деятельностью занимался бизнесом, открыв с компаньоном в подвале «Ленкома» ресторан «ТРАМ» («Театральный ресторан актёров Москвы»).
В 1999 году вместе с другими артистами принял участие в проекте Виктора Мережко и композитора Евгения Бедненко «Поют звёзды театра и кино», где выступил на концертах как исполнитель песен. Этому проекту был посвящён музыкальный диск, выпущенный в США и продублированный «Радио МПС».
С 2000 по 2004 годы набрал и вёл актёрскую мастерскую в РАТИ, будучи руководителем курса. Этот выпуск оказался единственным, поскольку от дальнейшей преподавательской деятельности в РАТИ Збруев отказался.
В том же 2004 году исполнил последнюю крупную роль в кино и ушёл в десятилетний творческий отпуск, периодически появляясь в камео-образах. Только в 2014 году состоялась премьера трагикомедии «Кино про Алексеева», в которой актёр создал ключевой заглавный образ советского барда Николая Алексеева.
В 2015 году участвовал в съёмках телеспектакля «Всё оплачено». 16 апреля 2016 состоялась премьера нового спектакля «Ленкома» «Князь» по произведению Федора Достоевского. Збруев воплотил на сцене образ Парфёна Рогожина .

### Состояние здоровья
В 2020 году 82-летний советский и российский актёр Александр Збруев переболел COVID-19. Об этом 6 ноября 2020 года сообщается на российском сайте ФАН со ссылкой на источник в московском театре «Ленком» Марка Захарова, где служит актёр. В 2021 году у актёра обнаружилась пневмония 16% по результатам КТ.

### Семья

#### Родственники
Отец Виктор Алексеевич Збруев (1892 — 7 мая 1938). В ноябре 1937 года был арестован, а 7 мая 1938 года — расстрелян. Мать Татьяна Александровна Фёдорова-Збруева.
Брат (единоутробный, от первого брака матери) — Евгений Фёдоров (3 марта 1924 — 30 апреля 2020), актёр.
Племянник Пётр Фёдоров (27 октября 1959 — 10 марта 1999), актёр, телевизионный ведущий.
Внучатые племянники Пётр Фёдоров (род. 21 апреля 1982), актёр, Алексей Фёдоров (род. 1988), переводчик.

#### Жёны и дети
Первая жена (с 1959 по 1963 годы) — Валентина Малявина (1941—2021), актриса.
Вторая жена (с 1967 года) — Людмила Савельева (род. 24 января 1942), актриса.
Дочь Наталья Збруева (род 20 ноября 1967). В школьном возрасте снялась в роли одноклассницы Васи Лопотухина Малаховой в советском комедийно-фантастическом  телефильме «Если верить Лопотухину…» (1983) режиссёра Михаила Козакова.
Короткий служебный роман — Елена Шанина (род. 24 декабря 1952), актриса.
Дочь Татьяна Збруева (род. 4 декабря 1992, Москва), актриса, выпускница Российского института театрального искусства (ГИТИСа) 2014 года (мастерская Валерия Гаркалина), с 2014 года служит в труппе Московского государственного театра «Ленком Марка Захарова».
Внук Лев (от брака Татьяны Збруевой с менеджером Александром Заикиным) родился в марте 2024 года.

## Творчество

### Роли в театре

#### Московский государственный театр «Ленком Марка Захарова»
- «Чудесная встреча» Лидии Черкашиной (1953 — премьера, ввод), Реж.: А. А. Муатов — Собака Акбилек
- «Наташкин мост» Эмиля Брагинского (1961 — премьера). Реж.: Борис Толмазов, Оскар Ремез — Парень
- «Центр нападения умрёт на заре» Агустина Куссани (1962 — премьера). Реж.: Борис Толмазов — болельщик Науэль Атлетик клуба
- «О Лермонтове…» О. Ремеза, Т. Чеботаревской (1963 — премьера). Реж.: Оскар Ремез — М. Ю. Лермонтов
- «Двадцать лет спустя» Михаила Светлова (1963 — премьера). Реж.: Яков Губенко — Моисей
- «До свидания, мальчики!» Б. Балтера (1964 — премьера) Реж.: С. Штейн — Володя Белов
- «104 страницы про любовь» Эдварда Радзинского (1964 — премьера). Реж.: Анатолий Эфрос — Парень на тротуаре
- «В день свадьбы» Виктора Розова (1964 — премьера). Реж.: Анатолий Эфрос, Лев Дуров — Женя
- «Снимается кино…» Эдварда Радзинского (1965 — премьера). Реж.: Анатолий Эфрос, Лев Дуров — Юра
- «Мой бедный Марат» Алексея Арбузова (1965 — премьера). Реж.: Анатолий Эфрос — Марат
- «Судебная хроника» Я. Волчека (1966 — премьера). Реж.: Анатолий Адоскин, Анатолий Эфрос— Вадим, сын Бабичевых
- «Дым Отечества» К. Симонова (1967 — премьера). Реж.: Александр Гинзбург, С. В. Гиацинтова — Шурка
- «Жених и невеста» Д. М. Холендро (1968 — премьера). Реж.: Александр Гинзбург, Александр Збруев — Сашка Таранец
- «Прощай, оружие» по роману Э. Хемингуэя (1969 — премьера). Реж.: Александр Гинзбург, О. А. Чубайс — Алесандро Ринальди
- «Лабиринт» Анатолия Софронова (1971 — премьера). Реж.: Александр Гинзбург, О. Я. Чубайс — Роберт
- «В этом милом, старом доме» (1972 — премьера). Реж.: Юрий Мочалов — Макар
- «Иванов» А. П. Чехова (21 июля 1975 — премьера). Реж.: Марк Захаров, Сергей Штейн — Михаил Михайлович Боркин
- «Ясновидящий» Лиона Фейхтвангера (11 декабря 1975 — премьера). Реж.: Марк Захаров — Пауль Крамер
- «Автоград XXI» Ю. Визбора, Марка Захарова (1973 — премьера). Реж.: Марк Захаров — Хотынский
- «Музыка на 11 этаже» И. Ольшанского (1974 — премьера). Реж. Владимир Монахов — Славик
- «Хория» Иона Друцэ (24 июня 1977 — премьера). Реж.: Марк Захаров — Хория Миронович, учитель истории
- «Оптимистическая трагедия» Всеволода Вишневского (1983 — премьера). Реж.: Марк Захаров — 2-й офицер
- «Диктатура совести» М. Шатрова (1986 — премьера) — Андре Марти
- «Гамлет» (1986 — премьера). Реж.: Глеб Панфилов — Клавдий, король датский
- «Карманный театр» Жана Кокто (1987 — премьера). Реж.: Пётр Штейн
- «Мудрец» А. Н. Островского (1989 — премьера). Реж.: Марк Захаров — Городулин
- «Школа для эмигрантов» (1990 — премьера) — Серж
- «Варвар и еретик» Ф. М. Достоевского (1997 — премьера) — Астлей
- «Шут Балакирев» Григория Горина (14 мая 2001 — премьера). Реж.: Марк Захаров — граф Павел Иванович Ягужинский, обер-прокурор
- «Tout payé, или Всё оплачено» И. Жамиака (27 января 2004 — премьера). Реж.: Эльмо Нюганен, Инна Чурикова — Машу
- «Ва-банк» А. Н. Островского (10 ноября 2004 — премьера). Реж.: Марк Захаров — Флор Федулыч Прибытков
- «Женитьба» Н. В. Гоголя (17 июня 2007 — премьера). Реж.: Марк Захаров — Анучкин, отставной пехотный офицер
- «Вишнёвый сад» А. П. Чехова (12 июня 2009 — премьера). Реж.: Марк Захаров — Леонид Андреевич Гаев, брат Раневской
- «Борис Годунов» А. С. Пушкина (8 сентября 2014 — премьера). Реж.: Константин Богомолов — Борис Годунов, царь[5]
- «Князь» по мотивам романа «Идиот» Ф. М. Достоевского (16 апреля 2016 — премьера). Реж.: Константин Богомолов — Парфён Семёнович Рогожин[5]
- Один и одна (премьера май 2024) - Ромэо, главная роль в спектакле , Театр на Малой Бронной), реж .К.Богомолов

### Фильмография
— главная роль

| Год  |     | Название                                                   | Роль |
| ---- | --- | ---------------------------------------------------------- | --- |
| 1959 | ф   | Ветер                                                      | эпизод (нет в титрах)                                                                                         |
| 1962 | ф   | Мой младший брат                                           | Дима Денисов, младший брат Виктора                                                                            |
| 1962 | ф   | Путешествие в апрель                                       | Кости́ка, студент-журналист                                                                                    |
| 1964 | ф   | Пядь земли                                                 | Александр Мотовилов, лейтенант РККА                                                                           |
| 1965 | ф   | Чистые пруды                                               | Сергей Ракитин, лейтенант РККА                                                                                |
| 1966 | ф   | Два билета на дневной сеанс                                | Александр Иванович Алёшин, молодой сотрудник ОБХСС                                                            |
| 1968 | ф   | От снега до снега                                          | Игорь |
| 1969 | ф   | Где 042?                                                   | Константин Семёнович Дончак, беглый уголовник                                                                 |
| 1969 | ф   | Сотвори бой                                                | Владимир Хвостов, корреспондент, бывший фехтовальщик                                                          |
| 1970 | ф   | Опекун                                                     | Миша Короедов, тунеядец                                                                                       |
| 1971 | ф   | Антрацит                                                   | Юрий Купцов, шахтёр                                                                                           |
| 1972 | ф   | Круг                                                       | Александр Иванович Алёшин, капитан МВД СССР                                                                   |
| 1973 | ф   | Большая перемена                                           | Григорий Ганжа, ученик 9-го «А» класса вечерней школы, рабочий нефтеперегонного завода                        |
| 1974 | ф   | Повесть о человеческом сердце                              | Евгений Петрович Чумаков, докторант                                                                           |
| 1974 | ф   | Романс о влюблённых                                        | Игорь Волгин, хоккеист, муж Татьяны                                                                           |
| 1975 | ф   | Победитель                                                 | Яков Павлович Спиридонов, комиссар пехотно-пулемётных курсов РККА                                             |
| 1976 | ф   | Мелодии белой ночи                                         | Фёдор, художник, брат Ильи                                                                                    |
| 1976 | ф   | Меня это не касается                                       | Сергей Петрович Шубников, старший инспектор отдела ОБХСС МВД СССР                                             |
| 1978 | кор | Пересадка                                                  | Имя персонажа не указано                                                                                      |
| 1979 | ф   | Выстрел в спину                                            | Олег Петрович Перов, бывший спортсмен, один из подозреваемых в убийстве писателя Павла Ветрова                |
| 1980 | ф   | Такие же, как мы!                                          | Алексей Крылов                                                                                                |
| 1981 | ф   | Кольцо из Амстердама                                       | Юрий Викторович Фастов, штурман на теплоходе «Альбатрос»                                                      |
| 1981 | ф   | Тайна записной книжки                                      | Алексей Шапенский, друг майора Алексея Самарцева                                                              |
| 1982 | ф   | Наследница по прямой                                       | Влад |
| 1982 | ф   | Предисловие к битве                                        | Самарин |
| 1982 | ф   | Дом, который построил Свифт                                | Рельб, лилипут                                                                                                |
| 1983 | ф   | Семь часов до гибели                                       | Кусаков, пилот вертолёта «2741»                                                                               |
| 1983 | ф   | У опасной черты                                            | старший лейтенант-артиллерист Сергей Громов, военнопленный                                                    |
| 1983 | ф   | Шёл четвёртый год войны                                    | Александр Михайлович Спирин, капитан СМЕРШ                                                                    |
| 1984 | ф   | Тайна виллы «Грета»                                        | Марк Трани, фотограф в газете, приятель Плинто                                                                |
| 1984 | ф   | Успех                                                      | Олег Петрович Зуев, актёр, однокашник Геннадия Фетисова                                                       |
| 1985 | ф   | Батальоны просят огня                                      | капитан РККА Борис Ермаков, командир артиллерийской батареи                                                   |
| 1986 | ф   | Зина-Зинуля                                                | Фёдор Иванович Кузьмин, инженер по технике безопасности, любовник Зины                                        |
| 1986 | ф   | Одинокая женщина желает познакомиться                      | Валентин Спиридонов, бывший цирковой артист на инвалидности                                                   |
| 1986 | ф   | Попутчик                                                   | Сергей Дмитриевич Жилин                                                                                       |
| 1986 | ф   | Храни меня, мой талисман                                   | Дмитрий, директор музея в Болдино                                                                             |
| 1987 | ф   | Свободное падение                                          | врач |
| 1987 | ф   | Филёр                                                      | Яков Пяткин                                                                                                   |
| 1987 | ф   | Автопортрет неизвестного                                   | Игорь Николаевич Белов, поэт                                                                                  |
| 1988 | ф   | Убить дракона                                              | Фридрихсен, учёный                                                                                            |
| 1989 | ф   | Чёрная роза — эмблема печали, красная роза — эмблема любви | Илья, отец Александры                                                                                         |
| 1991 | ф   | Ближний круг                                               | Иосиф Виссарионович Сталин                                                                                    |
| 1991 | ф   | Гений                                                      | камео (нет в титрах)                                                                                          |
| 1992 | ф   | Дом на Рождественском бульваре                             | Он |
| 1993 | ф   | Желание любви                                              | Александр Егорович Аларин                                                                                     |
| 1993 | ф   | Золото                                                     | Беллоцио |
| 1993 | ф   | Ты у меня одна                                             | инженер Евгений Павлович Тимошин, бывший боксёр                                                               |
| 1994 | ф   | Кофе с лимоном                                             | актёр Володя Бессмертнов, друг Валерия Островского                                                            |
| 1994 | ф   | Маэстро вор                                                | Владимир Белецкий («Маэстро»), художник                                                                       |
| 1995 | ф   | Всё будет хорошо                                           | Константин Васильевич Смирнов, «новый русский»                                                                |
| 1997 | ф   | Бедная Саша                                                | Владимир Сергеевич Берёзкин                                                                                   |
| 1997 | кор | Мы дети твои, Москва                                       | Имя персонажа не указано                                                                                      |
| 1997 | ф   | Шизофрения                                                 | майор Александр Викторович, психолог спецслужбы                                                               |
| 2000 | ф   | Бременские музыканты & Co                                  | Кот-старший                                                                                                   |
| 2001 | ф   | Северное сияние                                            | Сергей Анатольевич, врач в столичной клинике                                                                  |
| 2001 | ф   | Курортный роман                                            | Виктор |
| 2003 | ф   | О любви                                                    | Николай Трофимович, доктор                                                                                    |
| 2004 | ф   | Кожа саламандры                                            | Вадим Ершов                                                                                                   |
| 2007 | ф   | Лузер                                                      | камео (нет в титрах)                                                                                          |
| 2011 | ф   | Не спать                                                   | камео |
| 2014 | ф   | Кино про Алексеева                                         | Николай Васильевич Алексеев                                                                                   |
| 2019 | ф   | Содержанки                                                 | Пётр Сергеевич, высокопоставленный чиновник в правительстве, бывший разведчик, отец Людмилы (Милы) Долгачёвой |

### Озвучивание
| Год  |   | Название        | Роль                                                        |
| ---- | - | --------------- | ----------------------------------------------------------- |
| 1968 | ф | Любить…         | Мирча (роль актёра Георге Швитки)                           |
| 1976 | ф | Сладкая женщина | Ларик Шубкин (роль актёра Георгия Корольчука, нет в титрах) |

### Озвучивание мультфильмов
- 1973 — Лев и кот — Кот

### Телеспектакли
| Год  |     | Название                               | Роль                                          |
| ---- | --- | -------------------------------------- | --------------------------------------------- |
| 1971 | тсп | Марат, Лика и Леонидик                 | Марат                                         |
| 1980 | тсп | История кавалера де Грие и Манон Леско | Леско, маркиз-«брат»                          |
| 1981 | тсп | Именем Земли и Солнца. Хория           | Хория                                         |
| 1988 | тсп | Диктатура совести                      | Андре Марти                                   |
| 1988 | тсп | Карманный театр Жана Кокто             | ведущий, монолог "Я её потерял"               |
| 2002 | тсп | Шут Балакирев                          | граф Павел Иванович Ягужинский, обер-прокурор |
| 2004 | тсп | Ва-банк                                | Флор Федулыч Прибытков                        |
| 2009 | тсп | Женитьба                               | Анучкин, отставной пехотный офицер            |
| 2011 | тсп | Вишнёвый сад                           | Леонид Андреевич Гаев                         |
| 2012 | тсп | Женитьба                               | Анучкин, отставной пехотный офицер            |
| 2015 | тсп | Всё оплачено                           | Маша, в роли Леона                            |

### Участие в фильмах
- 1992 — Дворы нашего детства (документальный)
- 2005 — Александр Збруев (документальный)
- 2006 — Евгений Леонов. А слезы капали ... (документальный)
- 2008 — Моя обманчивая мрачность. Марк Захаров (документальный)
- 2009 — Александр Абдулов. Роман с жизнью (документальный)
- 2009 — Олег Янковский. В главной роли (документальный)
- 2009 — Человек в кадре (документальный)
- 2013 — Александр Збруев. Небольшая перемена (документальный)
- 2013 — Острова (документальный)
- 2014 — Янковский (документальный)
- 2017 — 2018 — Тайны кино (документальный)

### Архивные кадры
- 2011 — Монолог в четырёх частях. Глеб Панфилов (документальный)

## Взгляды
Александр Збруев выступал за принятие Закона о защите животных от жестокого обращения. В 2008 году актёр подписал открытое письмо за освобождение Светланы Бахминой.

## Признание заслуг

### Государственные награды РСФСР
- 1977 — почётное звание «Заслуженный артист РСФСР» (23 декабря 1977 года) — за заслуги в области советского театрального искусства[24].
- 1989 — почётное звание «Народный артист РСФСР» (26 мая 1989 года) — за большие заслуги в области советского искусства[25].

### Государственные награды Российской Федерации

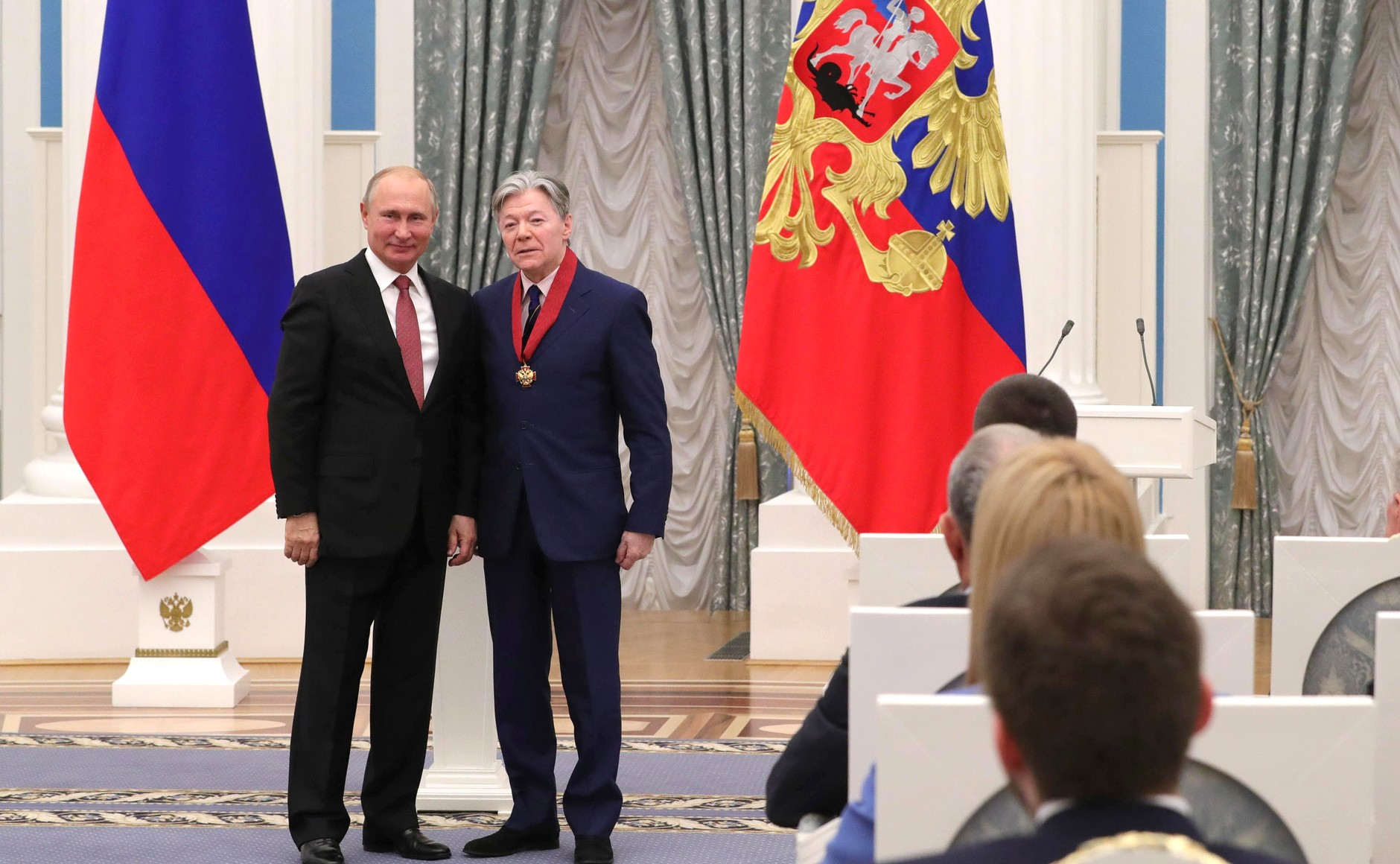
Президент РФ Владимир Путин на церемонии вручения государственных наград. Актёр Александр Збруев награждён орденом «За заслуги перед Отечеством» II степени. Москва, Кремль, 27 ноября 2018 года.

- 1997 — орден Почёта (25 августа 1997 года) — за большие заслуги в развитии театрального искусства[26].
- 2002 — Благодарность Президента Российской Федерации В. В. Путина (16 сентября 2002 года) — за большой вклад в развитие театрального искусства[27].
- 2003 — Государственная премия Российской Федерации в области литературы и искусства (в области театрального искусства) 2002 года (5 июня 2003 года) — за спектакль Московского театра «Ленком» «Шут Балакирев»[28].
- 2007 — орден «За заслуги перед Отечеством» IV степени (25 июля 2007 года) — за большой вклад в развитие театрального искусства и многолетнюю творческую деятельность[29].
- 2013 — орден «За заслуги перед Отечеством» III степени (13 сентября 2013 года) — за выдающийся вклад в развитие отечественного театрального искусства и многолетнюю творческую деятельность[30].
- 2018 — орден «За заслуги перед Отечеством» II степени (29 июня 2018 года) — за большой вклад в развитие отечественной культуры и искусства, средств массовой информации, многолетнюю плодотворную деятельность[31].
- 2024 — орден Александра Невского (8 февраля 2024 года) — за большой вклад в развитие отечественной культуры и искусства, многолетнюю плодотворную творческую деятельность[32].

#### Награды субъектов Российской Федерации
- 2008 — Премия города Москвы 2008 года в области литературы и искусства по номинации «Театральное искусство» (26 августа 2008 года) — за высокое исполнительское мастерство и большой вклад в развитие театрального искусства города Москвы[33].

#### Ведомственные награды Российской Федерации
- 2018 — нагрудный знак «За вклад в российскую культуру» Министерства культуры Российской Федерации (14 марта 2018 года)[34].

### Общественные награды, премии
- 1993 — приз за лучшую мужскую роль на IV Открытом российском кинофестивале «Кинотавр» в Сочи — за исполнение главной роли Евгения Павловича Тимошина в мелодраматическом художественном фильме «Ты у меня одна» (1993) режиссёра Дмитрия Астрахана[35].
- 1998 — приз за лучшую мужскую роль на IX Открытом российском кинофестивале «Кинотавр» в Сочи — за исполнение главной роли Владимира Сергеевича Берёзкина в комедийно-детективном телевизионном художественном фильме «Бедная Саша» (1997) режиссёра Тиграна Кеосаяна[36].
- 2008 — лауреат ежегодной театральной премии газеты «Московский комсомолец» в категории «Мэтры» за 2008 год (28 октября 2008 года)[37].
- 2010 — памятная медаль «150 лет со дня рождения А. П. Чехова» Московского Художественного театра имени А. П. Чехова — за личный вклад в развитие искусства, сохранение памяти творчества Антона Павловича Чехова[38].
- 2014 — приз за лучшую мужскую роль на XXI Международном фестивале актёров кино «Созвездие» Гильдии актёров кино России в Орле (7 августа 2014 года) — за исполнение главной роли Николая Васильевича Алексеева в художественном фильме «Кино про Алексеева» (2014) режиссёра Михаила Сегала[39].
- 2014 — приз имени Михаила Ульянова за лучшую мужскую роль на XII фестивале отечественного кино «Московская премьера» (7 сентября 2014 года) — за исполнение главной роли Николая Васильевича Алексеева в художественном фильме «Кино про Алексеева» (2014) режиссёра Михаила Сегала[40].
- 2015 — лауреат кинопремии «Золотой орёл» в номинации «Лучшая мужская роль в кино» (23 января 2015 года) — за исполнение главной роли Николая Васильевича Алексеева в художественном фильме «Кино про Алексеева» (2014) режиссёра Михаила Сегала[41].
- 2015 — лауреат международной ежегодной театральной премии зрительских симпатий «Звезда Театрала» в номинации «Лучшая мужская роль» (7 декабря 2015 года) — за исполнение роли царя Бориса Годунова в спектакле «Борис Годунов» в постановке Константина Богомолова на сцене  Московского государственного театра «Ленком»[42].
- 2016 — лауреат премии имени Евгения Леонова Благотворительного фонда имени Евгения Леонова за лучшую мужскую роль (2 сентября 2016 года) — за роль Парфёна Семёновича Рогожина в спектакле «Князь» по мотивам романа «Идиот» Ф. М. Достоевского в постановке Константина Богомолова на сцене  Московского государственного театра «Ленком»[16].
- 2018 — лауреат специальной почётной премии «Золотая маска» «За выдающийся вклад в развитие театрального искусства» (10 декабря 2018 года) Союза театральных деятелей Российской Федерации (СТД РФ) на XXV российской национальной театральной премии и фестивале «Золотая маска» в Москве (театральный сезон 2017—2018 годов)[43][44].
- 2020 — лауреат международной театральной премии «Звезда Театрала» редакции журнала «Театрал» и Общественного совета премии в почётной номинации «Легенда сцены» (7 декабря 2020 года) — за честь, достоинство и многолетнее служение искусству[45].
- 2023 — Медаль имени Михаила Чехова[46].